# سیارک ۱۴۰۶۲
سیارک ۱۴۰۶۲ (به انگلیسی: 14062 Cremaschini، نامگذاری:1996CR8) چهارده هزار و شصت و دومین سیارک کشف شده‌است که در ۱۴ فوریه ۱۹۹۶ کشف شد.
قدر مطلق سیارک برابر ۱۵.۵ است.